# Die Löwen von Sizilien (Fernsehserie)
Die Löwen von Sizilien (Originaltitel: I Leoni di Sicilia) ist eine italienische Dramaserie, basierend auf dem gleichnamigen Roman von Stefania Auci aus dem Jahr 2019. Die Serie wurde beim Rome Film Festival uraufgeführt, wo die ersten beiden Episoden am 23. Oktober 2023 ihr Debüt feierten. In Italien fand die reguläre Veröffentlichung der Serie am 25. Oktober 2023 durch Disney+ als Star Original statt. Im deutschsprachigen Raum erfolgte die Erstveröffentlichung der Serie am selben Tag durch Disney+ via Star.

## Handlung
Die Brüder Paolo und Ignazio Florio entschließen sich, die von Armut geplagte kalabrische Stadt Bagnara Calabra hinter sich zu lassen und in Palermo auf Sizilien einen Neuanfang zu wagen. Dort übernehmen sie ein Gewürzgeschäft, welches ihnen innerhalb weniger Jahre ein kleines Vermögen einbringt. Paolo führt die Familie Florio in höhere Kreise und das Geschäft zum Erfolg, doch sein Handeln bringt einzelne Familienmitglieder in unglückliche Lebenssituationen. Die Jahre ziehen ins Land, und Vincenzo, der Sohn des inzwischen verstorbenen Paolo, übernimmt das Geschäft von seinem Onkel Ignazio, welches ihm nach dem Tod seines Bruders anvertraut worden war, da Vincenzo seinerzeit noch zu jung war, um das Unternehmen zu leiten. Vincenzo ist ein entschlossener, ehrgeiziger junger Mann, dem es in den Jahren vor der Einigung Italiens gelingt, das Ansehen der Familie Florio zu steigern und ein Geschäftsimperium zu errichten. Sein Streben nach Erfolg weckt in ihm den Wunsch, vom palermitanischen Adel anerkannt zu werden, welchen er mit Entschlossenheit verfolgt. Um dieses Bestreben zu verwirklichen, müsste er eine Aristokratin heiraten, jedoch verliebt er sich in die bürgerliche Giulia Portalupi, für die er viel opfern müsste. Vincenzo steht am Scheideweg und muss einen folgenschweren Entschluss für seine eigene Zukunft und die seiner Familie fassen. Jahre später steht nicht nur Vincenzo vor einer wichtigen Entscheidung, sondern auch sein einziger Sohn Ignazio, der nach dem Onkel seines Vaters benannt ist und sich in einer schwierigen Situation wiederfindet, da er das Erbe der Familie Florio weiterführen soll.

## Besetzung und Synchronisation
Die deutschsprachige Synchronisation entstand nach den Dialogbüchern von Tanja Frank und Katharina Seemann sowie unter der Dialogregie von Tanja Frank durch die Synchronfirma EuroSync in München.
| Rolle                              | Schauspieler         | Synchronsprecher        |
| ---------------------------------- | -------------------- | ----------------------- |
| Vincenzo Florio                    | Michele Riondino     | Patrick Schröder        |
| Vincenzo Florio (7 Jahre)          | Lorenzo Scalici      | Adrian Schüle           |
| Giuseppina Saffiotti (jung)        | Ester Pantano        | Regina Beckhaus         |
| Ignazio Florio                     | Paolo Briguglia      | Oliver Scheffel         |
| Ignazio Florio (Sohn von Vincenzo) | Eduardo Scarpetta    | Benjamin Mereis         |
| Paolo Florio                       | Vinicio Marchioni    | René Oltmanns           |
| Mattia Florio                      | Federica Cinque      | Marget Flach            |
| Angela Florio                      | Clara Tramontano     | Patricia Strasburger    |
| Paolo Barbaro                      | Vincenzo Di Rosa     | Marcantonio Moschettini |
| Baron Mercurio                     | Nicola Rignanese     | Gudo Hoegel             |
| Ben Ingham (jung)                  | Reed Stokes          | Philipp Rafferty        |
| Carmelo Saguto                     | Massimo Cagnina      | Patrick Zwingmann       |
| Baroness Eleonora                  | Caterina Misasi      | Maria Magdalena Rabl    |
| Peppe Messina                      | Emmanuele Aita       | Paul Sedlmeir           |
| Donna Mariuccia                    | Stefania Blandeburgo | Bettina Redlich         |
| Don Canzoneri                      | Tony Sperandeo       | Gerd Meyer              |
| Emiddio                            | Giuliano Scarpinato  | Martin Halm             |
| Giuseppe La Masa                   | Giulio Corso         | Julian Manuel           |
| Isabelle, das Kindermädchen        | Eleonora Haerens     | Tanja Frank             |

## Episodenliste
| Nr. | Deutscher Titel | Originaltitel | Erstveröffentlichung (Italien) | Deutschsprachige Erstveröffentlichung (D/A/CH) |
| --- | --------------- | ------------- | ------------------------------ | ---------------------------------------------- |
| 1   | Episodio 1      | Episodio 1    | 25. Okt. 2023                  | 25. Okt. 2023                                  |
| 2   | Episodio 2      | Episodio 2    | 25. Okt. 2023                  | 25. Okt. 2023                                  |
| 3   | Episodio 3      | Episodio 3    | 25. Okt. 2023                  | 25. Okt. 2023                                  |
| 4   | Episodio 4      | Episodio 4    | 25. Okt. 2023                  | 25. Okt. 2023                                  |
| 5   | Episodio 5      | Episodio 5    | 1. Nov. 2023                   | 1. Nov. 2023                                   |
| 6   | Episodio 6      | Episodio 6    | 1. Nov. 2023                   | 1. Nov. 2023                                   |
| 7   | Episodio 7      | Episodio 7    | 1. Nov. 2023                   | 1. Nov. 2023                                   |
| 8   | Episodio 8      | Episodio 8    | 1. Nov. 2023                   | 1. Nov. 2023                                   |